# Giampiero Littera
Giampiero Littera (Roma, 25 giugno 1938) è un attore italiano.

## Biografia
Esordisce al cinema ancora adolescente in Terza liceo nel 1954. Ha lavorato con alcuni grandi registi come Luciano Emmer, Mario Camerini, Luigi Zampa e Dino Risi e ha recitato, tra gli altri, al fianco di Ciccio e Franco. Appare per l'ultima volta sul grande schermo in La morte sull'alta collina, nel 1969, prima di ritirarsi dalle scene per diventare antiquario.

## Filmografia
- Terza liceo, regia di Luciano Emmer (1954)
- Vacanze a Ischia, regia di Mario Camerini (1957)
- Marinai, donne e guai, regia di Giorgio Simonelli (1958)
- Caporale di giornata, regia di Carlo Ludovico Bragaglia (1958)
- Gambe d'oro, regia di Turi Vasile (1958)
- Guardia, ladro e cameriera, regia di Steno (1958)
- Estate violenta, regia di Valerio Zurlini (1959)
- Domenica è sempre domenica, regia di Camillo Mastrocinque (1959)
- Guardatele ma non toccatele, regia di Mario Mattoli (1959)
- Il principe fusto, regia di Maurizio Arena (1960)
- Le signore, regia di Turi Vasile (1960)
- Un canto nel deserto, regia di Marino Girolami (1960)
- Che gioia vivere, regia di René Clément (1961)
- A porte chiuse, regia di Dino Risi (1961)
- Pugni pupe e marinai, regia di Daniele D'Anza (1961)
- Diciottenni al sole, regia di Camillo Mastrocinque (1962)
- Gli imbroglioni, regia di Lucio Fulci (1963)
- Obiettivo ragazze, regia di Mario Mattoli (1963)
- Il magnifico avventuriero, regia di Riccardo Freda (1963)
- Avventura al motel, regia di Renato Polselli (1963)
- Queste pazze, pazze donne, regia di Marino Girolami (1964)
- Extraconiugale, regia di Massimo Franciosa (1964)
- Frenesia dell'estate, regia di Luigi Zampa (1964)
- Due mafiosi contro Goldginger, regia di Giorgio Simonelli (1965)
- Veneri al sole, regia di Marino Girolami (1965)
- Spiaggia libera, regia di Marino Girolami (1966)
- La spia che viene dal mare, regia di Lamberto Benvenuti (1966)
- La feldmarescialla, regia di Steno (1967)
- Colpo doppio del camaleonte d'oro, regia di Giorgio Stegani (1967)
- Gli altri, gli altri... e noi, regia di Maurizio Arena (1967)
- Franco, Ciccio e le vedove allegre, regia di Marino Girolami (1968)
- Il sole è di tutti, regia di Domenico Paolella (1968)
- I 2 magnifici fresconi, regia di Marino Girolami (1968)
- La morte sull'alta collina, regia di Fernando Cerchio (1969)
- Raptus, regia di Marino Girolami (1969)
- Don Franco e don Ciccio nell'anno della contestazione, regia di Marino Girolami (1970)

## Doppiatori
- Ferruccio Amendola in Marinai donne e guai, Le signore, Colpo doppio al Camaleonte d'Oro
- Massimo Turci in Gambe d'oro
- Sergio Tedesco in Diciottenni al sole